# Picasa
Picasa（ピカサ）は、Googleが提供していたデジタル写真管理ソフトウェア。

## 概要
元々はIdealabの傘下にあったデジタル写真管理会社のPicasaが開発・販売していた社名と同名のソフトウェアであったが、2004年7月13日にGoogleがPicasaを買収し、以降はGoogleが無料公開する形となった。2005年9月20日よりPicasa 2の日本語版が公開された。
当初はWindows版のみの提供であったが、2006年5月24日よりWineを利用したPicasaのLinux版の提供も開始された。これは、Wineの改修をGoogleがCode Weaversに依頼して作り上げたもので、インストール時点で専用のWineが導入され、これにより、Windows版とほぼ同じ動作を実現している。
また2009年1月5日よりMac OS X版のβバージョンの提供が開始された。
2016年2月12日に公式ブログにて、写真関連サービスのGoogle フォトへの一元化のため、サービス提供終了予定であることが発表され、同年3月15日にサポートを終了した。

## 主な機能
整理
インストールするとコンピュータ内の全ての画像ファイルを検索して、ライブラリに自動で組み込むことができる。また、監視フォルダを設定することにより、常に新しく保存された画像ファイルを自動的に取り込むことが可能となっている。
また、デジタルカメラなどから画像を取り込む機能も備え、RAW画像にも対応する。
検索
画像ファイルには「スター」と呼ばれるフラグやコメントを入力することにより、瞬時に検索できるようになっている。
加工
レタッチ機能を備えており、明度や色彩、コントラストの補正を簡単に行える。「I'm Feeling Lucky」では1クリックで自動で色彩やコントラストを調整できる。画像の回転などの傾き調整や赤目処理、トリミングやリサイズ、コラージュ機能も備え、スクリーンセーバーも作成でき、Googleの提供するブログサービス・Bloggerへアップロードも可能である。
バックアップ
加工したファイルは元の画像ファイルとは別に保存され、変更前の状態に瞬時に戻すことが可能で、保存した画像ファイルはCD-Rや記録型DVD、外部ドライブやネットワークドライブに簡単にバックアップできる。
印刷
用意された様々なレイアウトで印刷できるほか、日本語版ではデジプリに対応しており、オンラインプリントも可能になっている。
ウェブアルバム
Google アカウントを利用して、画像ファイルをウェブサーバにアップロードしてオンラインアルバムが作成できる。画像ファイルのアップロードはPicasaからアップロードできるほか、ブラウザからPicasa ウェブアルバムを通じて直接アップロードすることもできる。Googleが提供するGoogleドライブやGmailなどの使用容量と合算して無料で15GBの容量（2015年1月現在）が利用でき、有償で容量をアップグレードすることも可能である。ただし、Google+登録者は2048x2048ピクセルまでの写真と15分までの動画であればアップロードしてもこの保存容量にカウントされず、無制限にアップロードすることができる。
また、Mac専用ソフトiPhotoの書き出し機能からPicasa Web Albumへ直接アップロードできるプラグイン、もしくはスタンドアローンでアップロードできるアプリケーションの「Picasa ウェブ アルバム アップローダ」が配布されている。